# Odontestra balachowskyi
Odontestra balachowskyi là một loài bướm đêm trong họ Noctuidae.